# Adam Cole (sciatore)
Adam Cole (15 agosto 1982) è un ex sciatore alpino statunitense.

## Biografia
Attivo in gare FIS dal dicembre del 1998, Cole esordì in Nor-Am Cup il 22 febbraio 1999 a Sugarloaf in supergigante (55º). Ai Mondiali juniores di Tarvisio 2002 vinse la medaglia d'oro nella discesa libera e disputò la sua unica gara in Coppa del Mondo il 6 marzo dello stesso anno, la discesa libera di Altenmarkt-Zauchensee che chiuse al 25º posto.
In Nor-Am Cup ottenne tre podi: il primo il 13 dicembre 2006 a Panorama in supercombinata (2º), l'ultimo il 6 gennaio 2008 a Sunday River in slalom speciale, sua unica vittoria nel circuito. Si ritirò durante la stagione 2011-2012 e la sua ultima gara fu uno slalom speciale FIS disputato l'11 febbraio a Snowbird, chiuso da Cole al 2º posto; in carriera non prese parte a rassegne olimpiche o iridate.

## Palmarès

### Mondiali juniores
- 1 medaglie:
  - 1 oro (discesa libera a Tarvisio 2002)

### Nor-Am Cup
- Miglior piazzamento in classifica generale: 14º nel 2010
- 3 podi:
  - 1 vittoria
  - 2 secondi posti

#### Nor-Am Cup - vittorie
| Data           | Località     | Paese       | Specialità |
| -------------- | ------------ | ----------- | ---------- |
| 6 gennaio 2008 | Sunday River | Stati Uniti | SL         |

Legenda:

SL = slalom speciale